# Pseudocyphocaris coxalis
Pseudocyphocaris coxalis is een vlokreeftensoort uit de familie van de Wandinidae. De wetenschappelijke naam van de soort is voor het eerst geldig gepubliceerd in 1986 door Ledoyer.